# Carolina Panthers
Carolina Panthers este un club de fotbal american din Charlotte, Carolina de Nord care face parte din Divizia de Sud a National Football Conference (NFC) în National Football League (NFL).
Panthers s-au alăturat NFL în 1995 împreună cu Jacksonville Jaguars. S-au calificat în playoff în al doilea sezon în ligă - 1996, iar în sezonul 2003 au câștigat Conferința Națională de Fotbal (NFC), dar au pierdut Super Bowl XXXVIII în fața New England Patriots.
Carolina își joacă meciurile de acasă la Bank of America Stadium, construit în 1996, cu o capacitate de 73.778 de locuri.
Valoarea clubului a fost estimată de revista Forbes la 4.1 miliare de dolari în anul 2023.